# Cultura Recuay

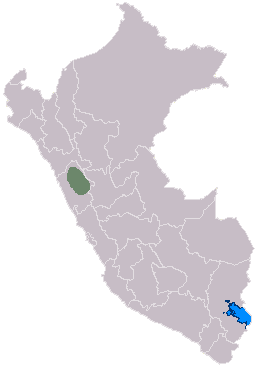
Area di influenza della Cultura Recuay

Cultura Recuay è la definizione convenzionalmente usata per indicare una civiltà precolombiana fiorita nella regione andina centrale (nella zona orientale dell'attuale dipartimento di Ancash, in Perù) tra l'anno 0 e il 600 d.C., durante il cosiddetto periodo intermedio antico. Contrassegnata da una omogeneità di ritrovamenti archeologici e da uno stile ceramico caratteristico, la cultura Recuay si è sviluppata dopo il tramonto della cultura Chavín nel Callejón de Huaylas, la valle compresa tra la Cordillera Blanca e la Cordillera Negra, estendendo la sua influenza ad est, nel Callejón de Conchucos, e ad ovest fino alla costa del Pacifico, dove è entrata in contatto con la vicina civiltà dei Moche.
Non esistono fonti scritte riguardo alla civiltà recuay; l'interpretazione dei reperti e degli scavi archeologici ha portato gli studiosi a delineare una società dedita all'agricoltura e alla pastorizia, frequentemente coinvolta da conflitti armati. Le scene raffigurate negli oggetti in ceramica, le sepolture e la stessa struttura degli insediamenti rivelano invece la natura e l'importanza dei riti cerimoniali, incentrati sul culto degli antenati e sulle offerte rituali alla terra e ai picchi montuosi, ritenuti il luogo d'origine delle importantissime risorse idriche.
Il declino della cultura Recuay è strettamente legato all'espansione della cultura Huari nel territorio di Ancash. Dopo un periodo di convivenza, quest'ultima prese il sopravvento nella zona a partire dall'VIII secolo.

## Identificazione e fonti
In una lettera al giornale El Nacional pubblicata il 30 settembre 1878 il dottor José Mariano Macedo, un medico peruviano, appassionato collezionista di oggetti antichi, affermò che non era possibile confondere i vasi in ceramica rinvenuti nella provincia di Recuay con altri, ipotizzando che fosse esistita in quel luogo una civiltà completamente isolata dalle altre culture coeve. Caduto in rovina economica, Macedo partì per Parigi, dove riuscì nel 1881 a concordare con una famosa casa d'aste la vendita dei pezzi migliori della sua collezione; l'Ethnologisches Museum di Berlino si aggiudicò l'intero lotto. In quella occasione fu stabilito il primo contatto della civiltà occidentale con l'arte recuay.

Qualche anno prima, Antonio Raimondi aveva descritto le rovine di Pomacayán, vicino a Huaraz, e altri siti analoghi; l'ordine nel quale il geografo e viaggiatore italiano aveva disposto i diversi disegni delle sculture in pietra trovate durante le sue esplorazioni testimonia il suo interesse alla catalogazione dei reperti per criteri stilistici, e forse l'intuizione dell'origine culturale comune degli artefatti recuay. A metà degli anni 1870 l'esploratore franco-austriaco Charles Wiener intraprese una serie di viaggi in Perù e Bolivia, soggiornando per un breve periodo di tempo nel dipartimento di Ancash, dove raccolse oggetti e sculture, in seguito persi o distrutti per la maggior parte. Altri viaggiatori, come Reginald Enock, Ernst Middendorf e Wilhelm Sievers, esplorarono in seguito la zona, descrivendone la particolarità dei resti preistorici.

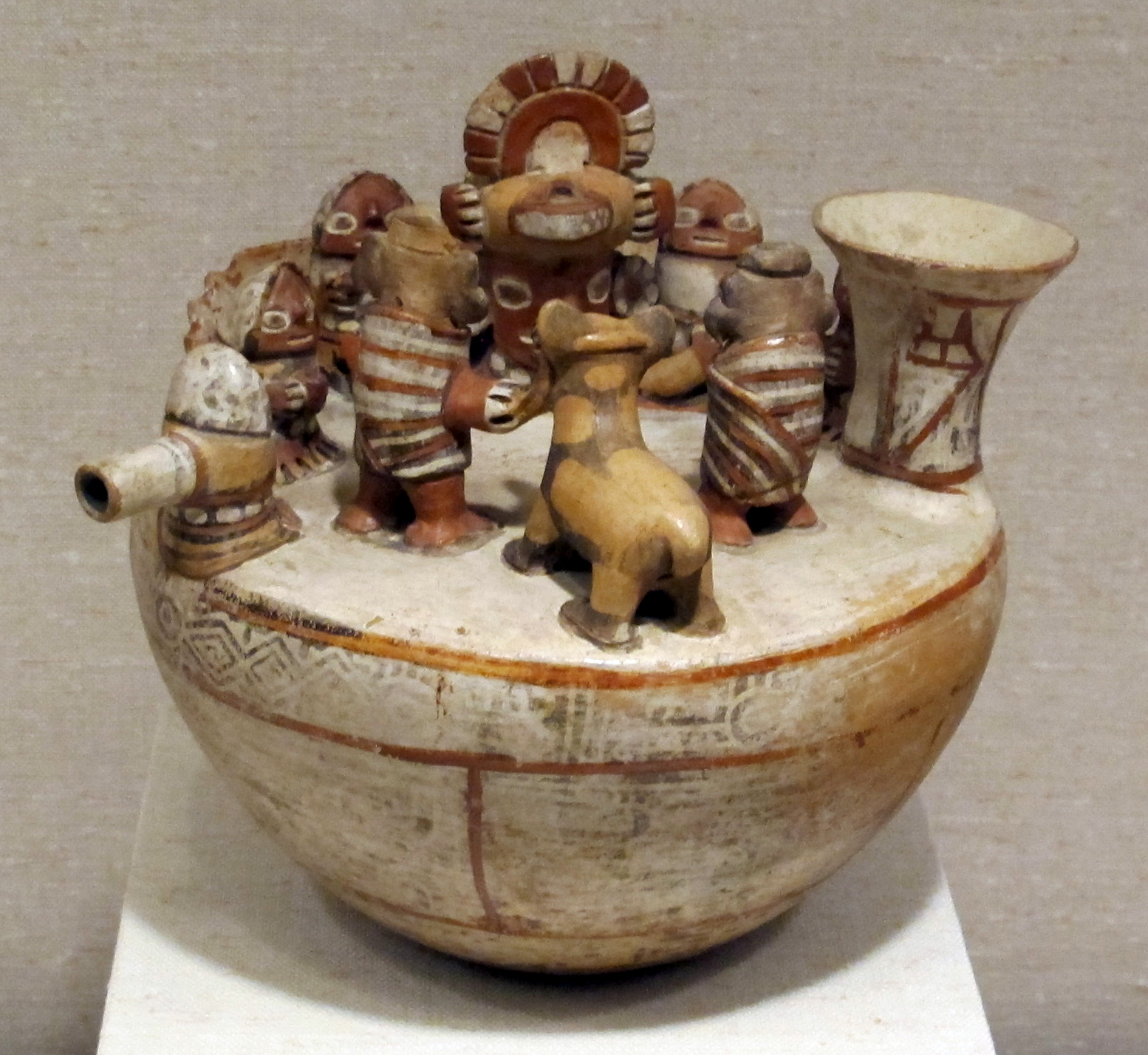
Contenitore con scena rituale attribuito alla cultura Recuay. Metropolitan Museum of Art, New York.

I primi scavi archeologici su base scientifica furono intrapresi nel 1918 da Julio César Tello, il padre dell'archeologia peruviana, che per primo intuì la corretta cronologia dei reperti preistorici ritrovati nelle montagne di Ancash, indicando la cultura Recuay come successiva a quella Chavín. Altri lavori realizzati nella zona andina come in quella costiera, in particolare nelle valli dei fiumi Santa e Nepeña, hanno permesso di estendere i confini dell'influenza culturale di questa civiltà; gli scavi di Terence Grieder e Alberto Bueno nel sito di Pashash hanno in seguito consentito di datare con il metodo del carbonio-14 i resti delle offerte bruciate ritrovati in una tomba, arrivando per la prima volta a stabilire una cronologia assoluta per un sito recuay.
Come per tutte le civiltà preincaiche, la mancanza di fonti scritte obbliga gli studiosi a ricostruire gli aspetti della cultura Recuay sulla base dell'interpretazione dei reperti archeologici. Gli oggetti in ceramica, l'architettura, le sculture in pietra erano parte essenziale della vita di tutti i giorni; gli oggetti di culto possono invece fornire informazioni utili sugli aspetti rituali delle culture alle quali appartengono. Allo stesso modo, discipline come l'antropologia culturale, l'ecologia e la geologia possono aiutare gli archeologi a disegnare un quadro il più possibile veritiero degli usi, dei costumi, dell'organizzazione sociale e delle credenze religiose delle popolazioni correlate alla cultura Recuay.
Il nome con il quale si è soliti designare questa cultura è stato per primo proposto dallo stesso José Mariano Macedo, sulla base del fatto che i primi esemplari della sua collezione erano stati trovati all'interno di alcune tombe nel villaggio di Cátac, poco lontano da Recuay. Tello usò questa denominazione durante i suoi primi lavori, introducendo in seguito i termini Huaylas e Santa. Altri archeologi hanno proposto di cambiare il nome con cui convenzionalmente si designa questa cultura, ciononostante il nome Recuay è rimasto quello di uso più comune.

## Cronologia
Al termine dell'epoca denominata orizzonte antico (1200 – 200 a.C.), nella quale si era sviluppata in buona parte dell'odierno Perù l'influenza culturale chavín, si ebbe sulle Ande la proliferazione di diverse tradizioni artistiche regionali; per motivi tuttora sconosciuti il grande centro cerimoniale di Chavín de Huantar fu abbandonato dagli abitanti e invaso da popolazioni ostili. Alcuni studiosi ritengono che tale frammentazione fosse conseguenza della nascita nell'area di confini etnici e politici dovuti a nuove forme di organizzazione sociale, accompagnate dall'introduzione di innovazioni tecnologiche ed economiche.

Il periodo intermedio antico (200 a.C. - 600 d.C.) è caratterizzato dalla comparsa di quelli che si mostrano agli archeologi contemporanei come piccoli regni regionali dislocati su territori limitati; tra questi assunsero grande importanza sulla costa del Pacifico le civiltà Nazca e Moche. Risalgono al periodo formativo di quest'ultima civiltà (0-400 d.C.) i contatti con la prima cultura Recuay, le cui ceramiche caratteristiche sono state ritrovate nelle valli dei fiumi Santa e Nepeña, dove gli insediamenti moche erano limitati alla presenza di siti fortificati. Già dal II secolo a.C., intanto, nei più importanti centri andini chavín si riscontra la presenza di architetture intrusive e la comparsa di un nuovo stile ceramico; i popoli responsabili di questi cambiamenti innescati dalla decadenza della precedente civiltà sono considerati gli immediati predecessori dei Recuay. Per questa nuova fase storica, caratterizzata principalmente dalla comparsa di oggetti di ceramica caratterizzati da disegni bianchi su sfondo rosso e per le statue antropomorfe, è stata proposta la definizione di cultura Huarás.

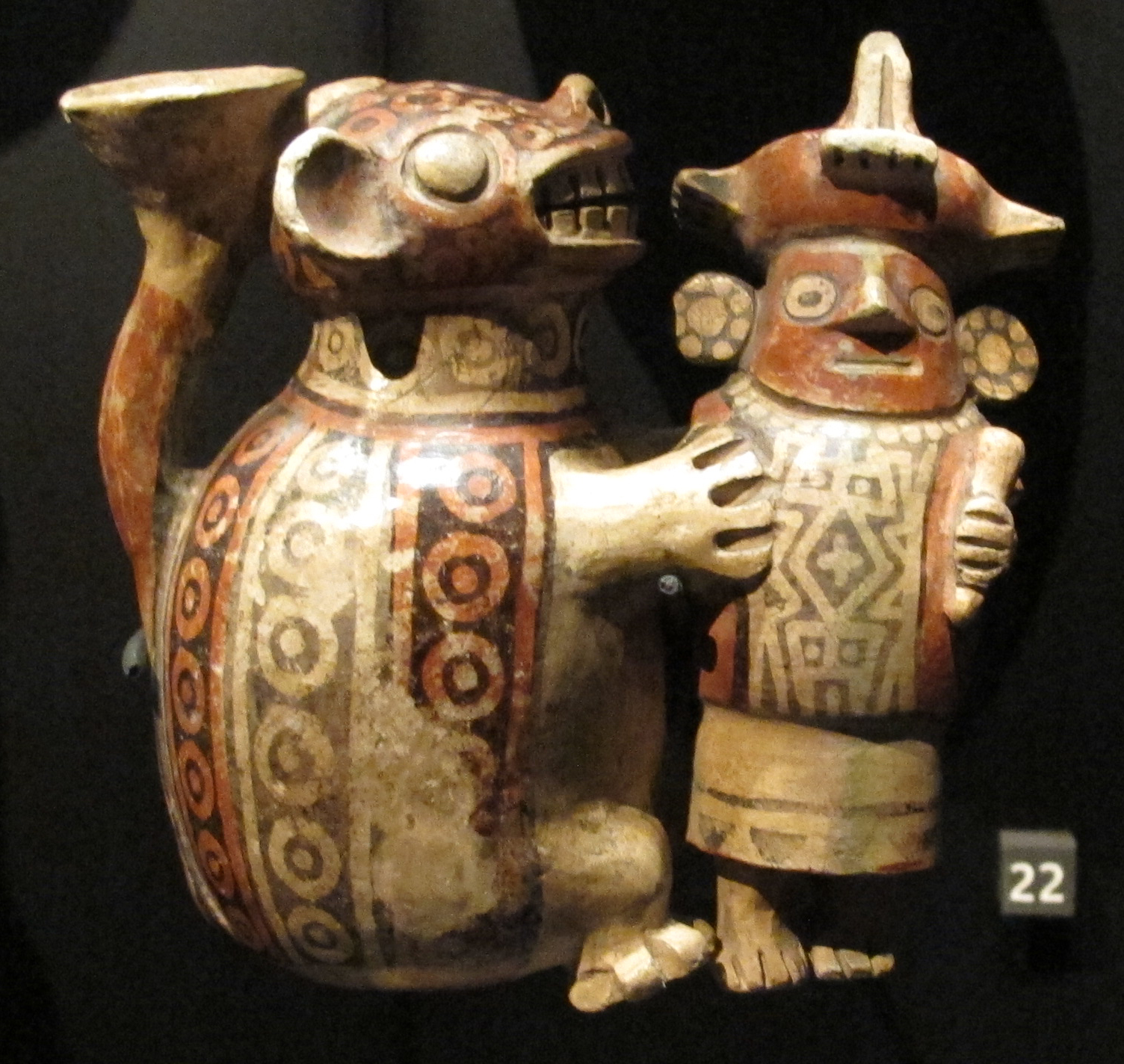
Ceramica recuay raffigurante un felino che assale un guerriero. Musée du quai Branly, Parigi.

Nel periodo successivo, gli scavi archeologici testimoniano la costruzione di villaggi arroccati su picchi rocciosi, al di sopra delle zone coltivabili e in prossimità dei pascoli d'alta quota, nei quali era possibile allevare i camelidi andini, destinati in gran parte alla macellazione. I nuovi insediamenti assumono inoltre un aspetto maggiormente difensivo, abbandonando le precedenti strutture e adottando costruzioni fornite di spesse mura, fossati e terrapieni. La forma dei manufatti in ceramica, così come le decorazioni composte da linee verticali e orizzontali tracciate all'esterno dei bordi, indicano alcuni elementi di continuità tra la cultura Huarás e la successiva cultura Recuay; i motivi iconografici delle sculture in pietra, il tipo di muratura nelle costruzioni e le pratiche funerarie sembrano avallare questa ipotesi. La datazione radiometrica dei reperti indica per la maggior parte di quelli ascritti alla cultura Huarás una data compresa tra il 200 a.C. e il 250 d.C., antecedente a quella riscontrata per i ritrovamenti in stile recuay. Caratteristica peculiare di quest'ultima cultura è la ceramica di pasta fine, nella quale prevale l'uso di argilla bianca, con disegni in due o tre colori. La zona di influenza di tale cultura si estende dalla valle del fiume Santa fino alla costa, e ad est della Cordillera Blanca nelle valli dei torrenti tributari del Marañón; le misurazioni effettuate con il metodo del carbonio-14 hanno indicato per la fase classica della cultura Recuay una data compresa tra il 250 d.C. e il 650 d.C.
Alla fine del VI secolo d.C. la ceramica muta di stile, facendosi più grossolana nella fattura e nelle decorazioni e abbandonando l'impasto a base di caolinite. L'architettura funeraria si trasforma lentamente, adottando sempre più la forma di costruzioni apogee (chullpas), che nella regione di Ancash assumono una struttura a pianta quadrata, e abbandonando gradatamente le camere sepolcrali sotterranee. L'influsso culturale della nascente civiltà Huari, originatasi nella zona di Ayacucho, convive in un primo momento nella zona con le antiche forme stilistiche. Nel sito archeologico di Honcopampa gli scavi hanno portato alla luce la presenza di ceramica in stile recuay associata a strutture abitative tipicamente huari, caratterizzate da una serie di edifici con un unico sbocco su un cortile recintato (patio groups). L'irruzione della civiltà Huari nel sito è stata datata intorno agli inizi dell'VIII secolo; il cosiddetto orizzonte medio delle alte culture, ossia il periodo compreso tra il 550 d.C. e il 1000 d.C., è caratterizzato dal suo dominio su gran parte dell'odierno Perù.

## Organizzazione politica e sociale
Non esistono fonti scritte che possano descrivere la struttura politica della civiltà associata alla cultura Recuay; anche se alcuni archeologi hanno ipotizzato la presenza di un potere centrale forte, l'ubicazione stessa dei centri abitati, alti, difficilmente accessibili e protetti da fortificazioni, sembra far propendere per l'ipotesi dell'esistenza di una serie di piccoli regni tra loro simili per cultura, tradizioni e stile di vita. Nelle fortezze sono state recuperate mazze, lance, propulsori e proiettili per fionde; la guerra rappresenta inoltre un motivo importante dell'iconografia recuay, soprattutto nella scultura, dove le rappresentazioni a carattere bellico sembrano essere la testimonianza di un'attribuzione di prestigio ai propri leader militari, politici e religiosi.

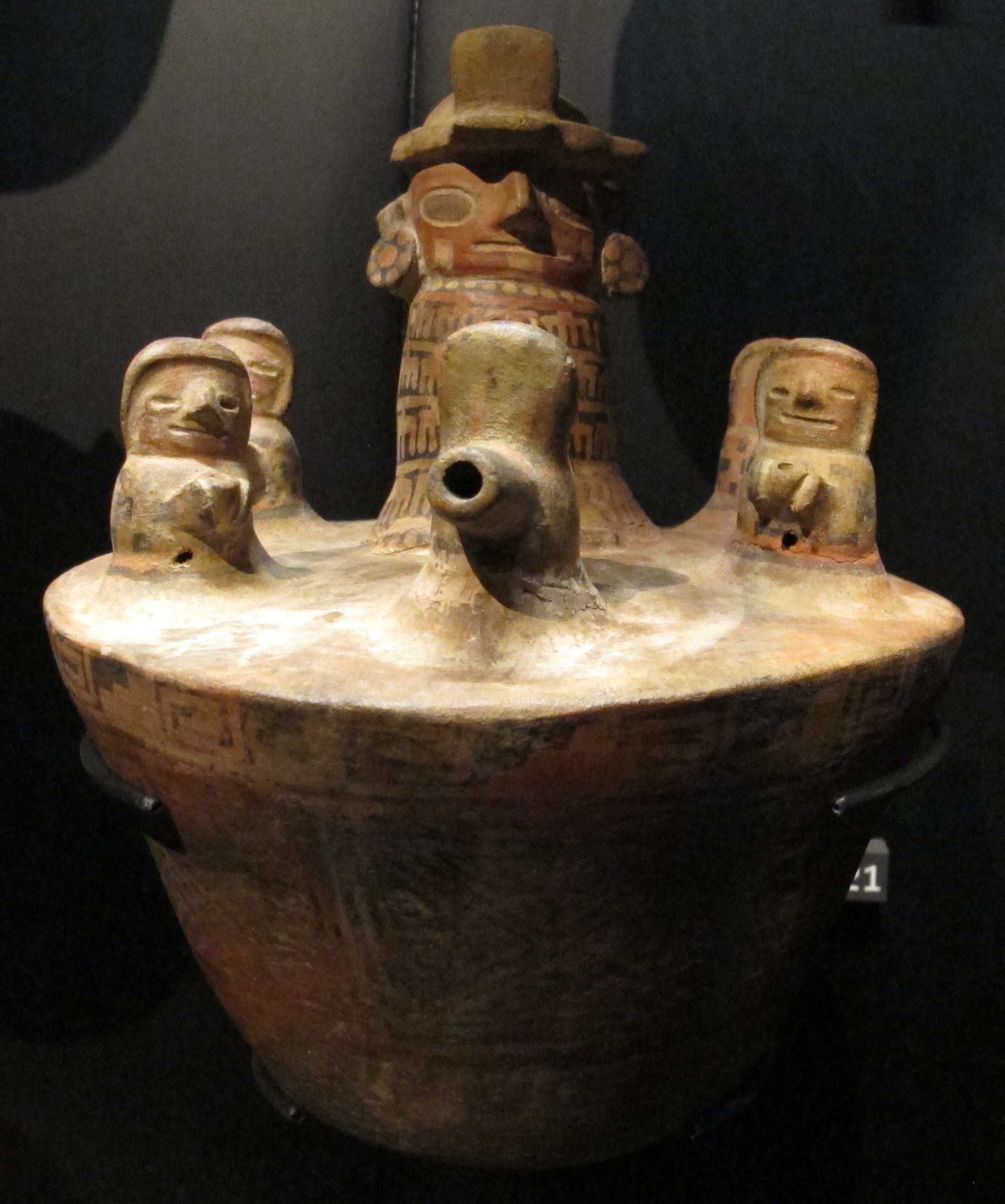
Contenitore con scena rituale, forse una cerimonia in onore di un personaggio importante. Musée du quai Branly, Parigi.

La particolare struttura urbanistica della maggior parte degli insediamenti, posti per lo più sulle creste montane, implica l'esistenza di un'organizzazione amministrativa forte, capace di coordinare una serie di lavori estremamente complessi di sbancamento e di terrazzamento. Le scene raffigurate nei manufatti in ceramica rivelano una profonda diversificazione della popolazione in base a diverse specializzazioni: la presenza nella di pastori, guerrieri, schiavi o prigionieri sotto coercizione, artigiani e sacerdoti è sintomo di una complessa stratificazione sociale. Molte ceramiche raffigurano personaggi importanti, evidenziati dalla loro maggiore dimensione e da abiti o altri simboli esclusivi, nell'atto di presiedere i riti o di ricevere offerte; queste produzioni sono in genere costituite da figure tridimensionali modellate su un contenitore a forma di tronco di cono, possibile riferimento alle piazze sopraelevate rinvenute negli insediamenti recuay, destinate con ogni probabilità a fungere da luogo cerimoniale.
La presenza di siti funerari nelle vicinanze delle abitazioni, e in certi casi all'interno stesso dei villaggi, è la prova dell'esistenza di rituali incentrati sul culto degli antenati. Le tombe mostrano segni di ripetuti accessi, probabilmente dovuti a nuove sepolture e regolari pratiche cerimoniali. L'usanza di compiere sacrifici umani, attestata presso i vicini Moche, ha lasciato al momento nella zona di influenza recuay solo testimonianze risalenti a periodi posteriori, che però possono lasciare intuire quanto fosse diffuso il fenomeno.
La maggior parte degli insediamenti attribuiti alla cultura Recuay sono situati nella zona andina, ad una quota compresa tra i 3000 m e i 4200 m s.l.m., in una posizione che permetteva di sfruttare diverse risorse. La stagione umida, da ottobre ad aprile, forniva fertilità ai terreni sottostanti, nei quali venivano coltivati il mais, la quinoa, alcune Cucurbitacee americane, fagioli e tuberi come patate, oca e olluco; è testimoniata la capacità di costruire opere di irrigazione e riserve d'acqua per incrementare i raccolti. I terreni situati a quote più alte erano invece sfruttati per pascolare i camelidi americani, come il lama e l'alpaca, che fornivano proteine animali e fibre tessili, oltre che pelli e ossa utili ad altri scopi. La posizione geografica della regione nella quale si propagò la cultura Recuay, tra la costa del Pacifico e la foresta amazzonica, permise loro inoltre di approvvigionarsi di prodotti provenienti da zone diverse tra loro e di intensificare gli scambi con le popolazioni vicine; il ritrovamento nei siti loro correlati di ceramiche in stile moche e cajamarca, oltre che l'adozione di motivi caratteristici tipici di queste culture, testimonia la fitta rete di contatti economici allora esistente.

## Arte
Nonostante si sia manifestata in un territorio piuttosto esteso e non sia ancora stata provata per essa l'esistenza di un centro unico di potere, la cultura Recuay si evidenzia per una certa uniformità di stile nell'iconografia, nella tipologia dei propri insediamenti e nelle pratiche funerarie. Le esigenze belliche hanno favorito la formazione di villaggi fortificati le cui caratteristiche accomunano gli abitati più popolosi e i centri minori; i frequenti conflitti armati costituiscono probabilmente una delle maggiori cause della differenziazione sociale, riflessa in particolar modo dalla vasta gamma delle opere sepolcrali e delle offerte in esse trovate.
Nelle arti figurative, i Recuay abbandonarono i temi barocchi precedentemente cari ai Chavín per raffigurare le persone intente nelle loro attività; mostrando molto meno interesse per la rappresentazione di divinità terribili, il loro interesse si concentrò sulla rappresentazione umana, con l'evidente intento di celebrare in tal modo l'autorità dei propri leader.

### Architettura

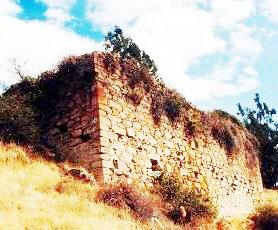
Mura del Caserón, nel sito archeologico di Pashash.

Gli insediamenti Recuay sono costituiti da villaggi costruiti su picchi rocciosi trasformati da grandi opere di sbancamento e terrazzamento; questi luoghi fungevano da rifugio, centro cerimoniale e da nucleo di scambi per un più vasto territorio, nel quale erano disseminate numerose altre abitazioni sparse nel fondo delle vallate, delle quali ci sono giunte poche testimonianze. I centri abitati sono circondati da mura possenti, costruite alternando strati di grossi massi con altri di piccole pietre, secondo la tecnica denominata huanca y pachilla, capace di conferire solidità all'opera e nel contempo di donare ad essa particolari caratteristiche cromatiche. La parte più elevata degli insediamenti è costituita da una piazza circolare modellata artificialmente, o da una serie di recinti anch'essi circolari, in posizione dominante e di difficile accesso; sotto tali strutture una serie di terrazze rettangolari ospitano piccole abitazioni, delle dimensioni medie di 10–20 m² e dotate di uno o due ambienti, affacciate su spazi aperti.
L'architettura funeraria presenta una grande varietà di tipologie. Nel corso della sua evoluzione, la cultura Recuay ha ampliato in misura sempre maggiore le piccole tombe sotterranee del periodo più antico, arrivando dapprima a costruire dei veri e propri mausolei ipogei, e in seguito edificando le chullpas, tombe in muratura a pianta rettangolare tipiche del tardo periodo. Queste ultime possono contenere una o più camere, a volte distribuite su diversi piani, e sono dotate di una porta d'ingresso rivolta verso uno dei punti cardinali, con una certa predilezione per l'accesso da est. Gli edifici sepolcrali possono formare delle vere e proprie necropoli, a volte circondate da mura. In generale, l'aumento della complessità delle strutture funerarie nel corso della storia dei Recuay non è accompagnato da una maggiore presenza in esse di beni di lusso.

### Scultura
I Recuay ereditarono dalla precedente cultura Chavín la capacità di lavorare la pietra, adottando però nuovi temi iconografici, incentrati sulla rappresentazione della figura umana. La produzione di figure non naturalistiche non cessa del tutto, ma viene in genere confinata agli altirilievi piani (cioè con la superficie del rilievo parallela a quella del piano) scolpiti su lastra; nelle figure a tutto tondo invece domina il tema della figura umana rappresentata in modo naturalistico, anche se non mancano numerosi stereotipi. Le immagini di dèi ed esseri mitologici vengono ridotte a figure di complemento presenti su abiti o accessori che adornano i leader della comunità, sottolineando in tal modo la dimestichezza di questi ultimi con il mondo ultraterreno.

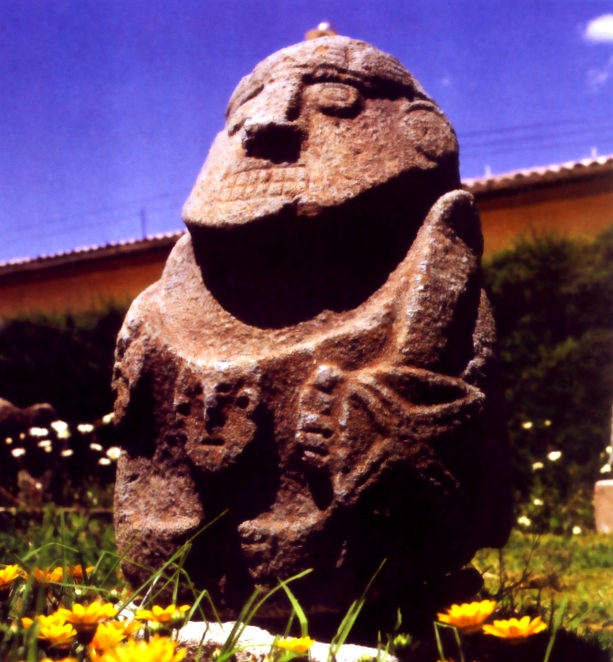
Scultura in pietra attribuita alla cultura Recuay. Museo Regionale di Ancash, Huaraz.

La scultura Recuay mostra alcune differenziazioni a carattere regionale. Sulla base dell'osservazione di oltre 300 statue, lo studioso Richard Schaedel ha proposto la catalogazione di esse in tre stili, che ha chiamato Aija, Huaráz e Huantar.
Lo stile Aija, tipico dell'alta valle del Río Santa, è caratterizzato da sculture alte 100–130 cm, di forma troncoconica, raffiguranti guerrieri accovacciati; la testa viene enfatizzata fino ad occupare gran parte della figura, mentre gli individui rappresentati mostrano scudi, mazze o anche teste-trofeo pendenti sul dorso. La raffigurazione di donne, oltre che di guerrieri, è piuttosto comune; in questo caso i personaggi femminili ritratti sono adornati da un velo anziché da un copricapo, e sono privi di orecchini, che si rivelano essere un accessorio esclusivamente maschile.
Allo stile Huaráz, diffuso nella parte centrale del Callejón de Huaylas, corrispondono statue meno slanciate; i guerrieri sono raffigurati accovacciati, seduti o in piedi, mentre ad indicare i loro attributi maschili non è la forma di abbigliamento ma la rappresentazione stessa dei loro organi genitali in evidenza. Si pensa che l'assenza di questo particolare stia ad indicare i personaggi di genere femminile. Altra caratteristica comune di questo stile è il naso piatto e squadrato.
Lo stile Huantar è stato associato a una serie di statuette alte circa 50 cm rinvenute sul versante orientale della Cordillera Blanca. I personaggi sono in questo caso ritratti in modo estremamente schematico e stilizzato. Altre sculture contemporanee rinvenute più a nord, nella provincia di Pallasca, mostrano caratteri spiccatamente locali, non ascrivibili alle precedenti catalogazioni.
Un'altra eredità evidente dei Recuay nei confronti dei loro predecessori Chavín consiste nell'uso delle cosiddette cabezas clavas (in italiano teste-chiodo), elementi architettonici presenti nei palazzi più importanti scolpiti in modo da presentare la forma di una testa umana, presumibilmente di qualche capo locale, o anche quella di una testa di puma o di un mostro crestato tipico dell'immaginario Recuay. Altri elementi caratteristici sono rappresentati da architravi scolpite raffiguranti in rilievo felini ritratti di profilo, che accompagnano spesso la figura di qualche dignitario.

### Ceramica
La ceramica è l'elemento culturale più conosciuto dell'arte Recuay. La produzione associata a questa cultura differisce in maniera significativa da altre coeve per il mancato uso di stampi e per il largo impiego di caolinite nell'impasto, che assume in tal modo un colore molto chiaro sul quale venivano applicate decorazioni eseguite con la tecnica della pittura in positivo o con quella della pittura in negativo. Quest'ultima veniva eseguita tracciando il disegno sull'impasto con una sostanza resistente alla tintura; l'oggetto era in seguito sottoposto alle fasi di tintura e di cottura. Alla fine del processo, la sostanza resinosa si volatilizza, mostrando il disegno nel colore naturale dell'impasto, circondato dallo spazio colorato.

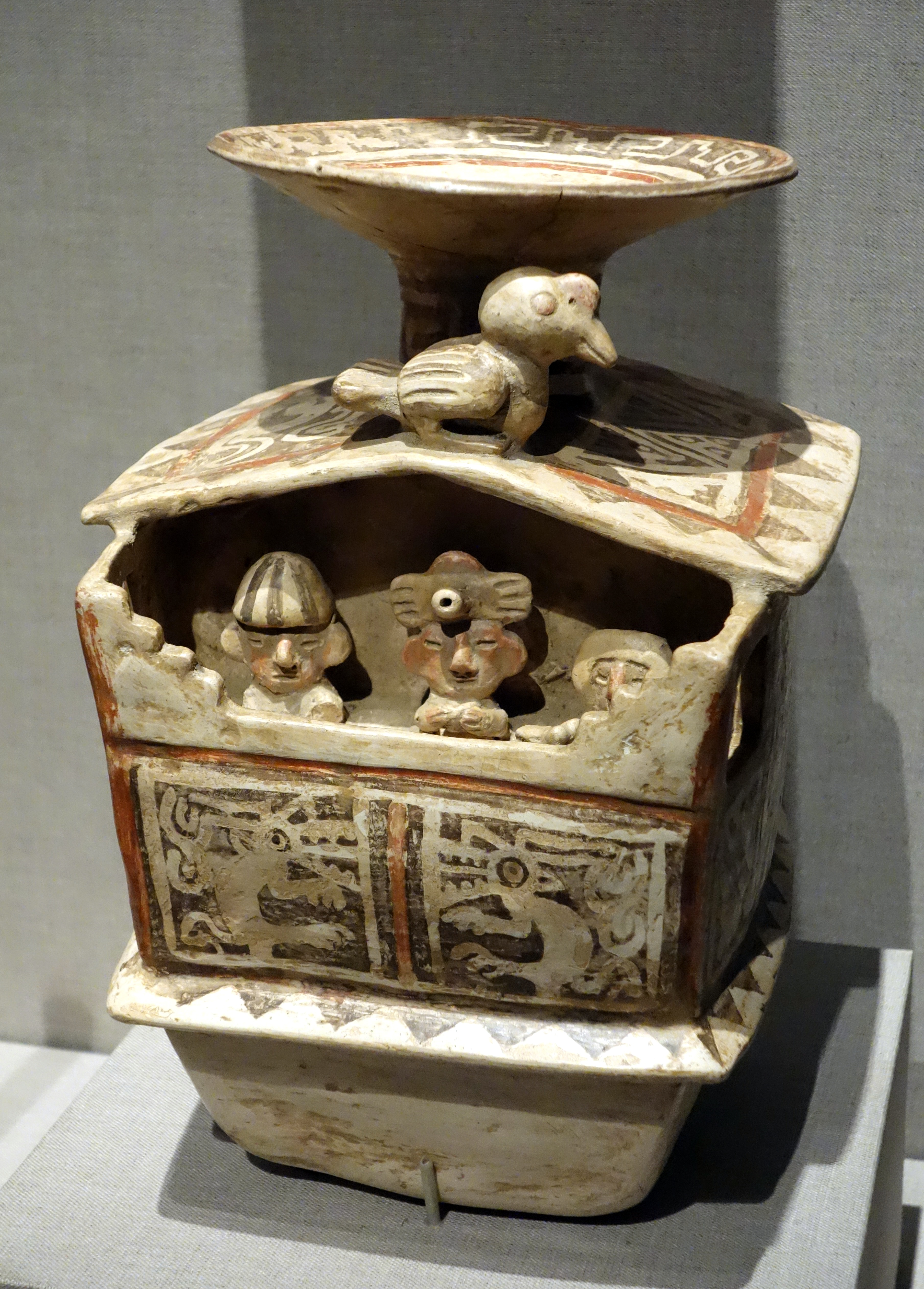
Contenitore in forma di edificio con mura effigiate, De Young Museum, San Francisco.

La produzione Recuay comprende contenitori di diverse forme: bocce aperte, ciotole con una base a piedistallo, bottiglie a corpo semplice o doppio, brocche, ciotole con piedistallo tripode, contenitori chiusi con manico e varie altre morfologie. Gli oggetti in ceramica, inoltre, possono presentare elementi geometrici dipinti ed altri scultorici tridimensionali, che raffigurano in genere scene rituali. La manifattura degli artefatti è stata eseguita con la tecnica a colombino, sovrapponendo varie strisce di argilla, o con quella del modellato a mano; alcuni archeologi hanno ipotizzato la conoscenza del tornio, ma non essendo stato scoperto l'uso pratico della ruota nell'America precolombiana, si tende a pensare che alcuni oggetti siano stati modellati facendo ruotare il blocco di argilla su un frammento concavo che agiva come una trottola, secondo la tecnica chiamata del "falso tornio".
Una forma tipica di ceramica Recuay è costituita dalle bottiglie antropomorfe, che raffigurano in genere dignitari locali vestiti in modo elaborato e con vistosi copricapi; quando invece sono raffigurate in questi oggetti delle donne, queste presentano un velo in testa e, a volte, una veste con disegni a scacchiera. I dignitari sono accompagnati talvolta da animali mitologici, quasi a sottolineare il ruolo sciamanico della figura ritratta, o da animali reali come lama e alpaca; in questo caso la disponibilità di risorse animali può voler significare il potere esercitato dal dignitario stesso. La forma più caratteristica però è quella dei contenitori con la parte sommitale piatta, nella quale sono presenti scene scultoree corali; le figurine antropomorfe sono impegnate in attività rituali di danza, libagione, sacrificio di animali o di unione sessuale. La base di forma circolare potrebbe rappresentare le piazze sopraelevate presenti nei villaggi e adibite a luogo cerimoniale, così come la base rettangolare soprastante i contenitori a forma di parallelepipedo sembra richiamare gli spazi chiusi all'interno di un edificio.
Le decorazioni presentano alcuni motivi ricorrenti, come il mostro crestato tipico dell'iconografia Recuay o il serpente stilizzato, spesso bicefalo. Un'altra figura comune è quella di un viso circolare schematico con i denti in evidenza; la sua importanza sembra essere maggiore rispetto a quella degli animali mitologici, essendo spesso questi ultimi di contorno alla sua presenza. La figura potrebbe essere legata a divinità notturne e acquatiche, come sembra testimoniare la sua presenza su vasellame che contiene figurine scultoree impegnate in riti di libagione e fertilità.

### Arte tessile
Le testimonianze dell'arte tessile Recuay giunte fino a noi non sono molte; dalle poche rimaste, tuttavia, si è potuto stabilire che tale cultura sia riuscita a sviluppare una propria tradizione innovativa nel campo tessile. Gli arazzi erano tessuti su grandi telai intrecciando fili di lana tinti di colore giallo e rosso; la particolare trama non lascia alcuno spazio tra zone di diverso colore. L'iconografia dei disegni rispecchia quella delle decorazioni su ceramica; le immagini del volto con i denti e del mostro Recuay sono tra i motivi rappresentati.

## Siti archeologici

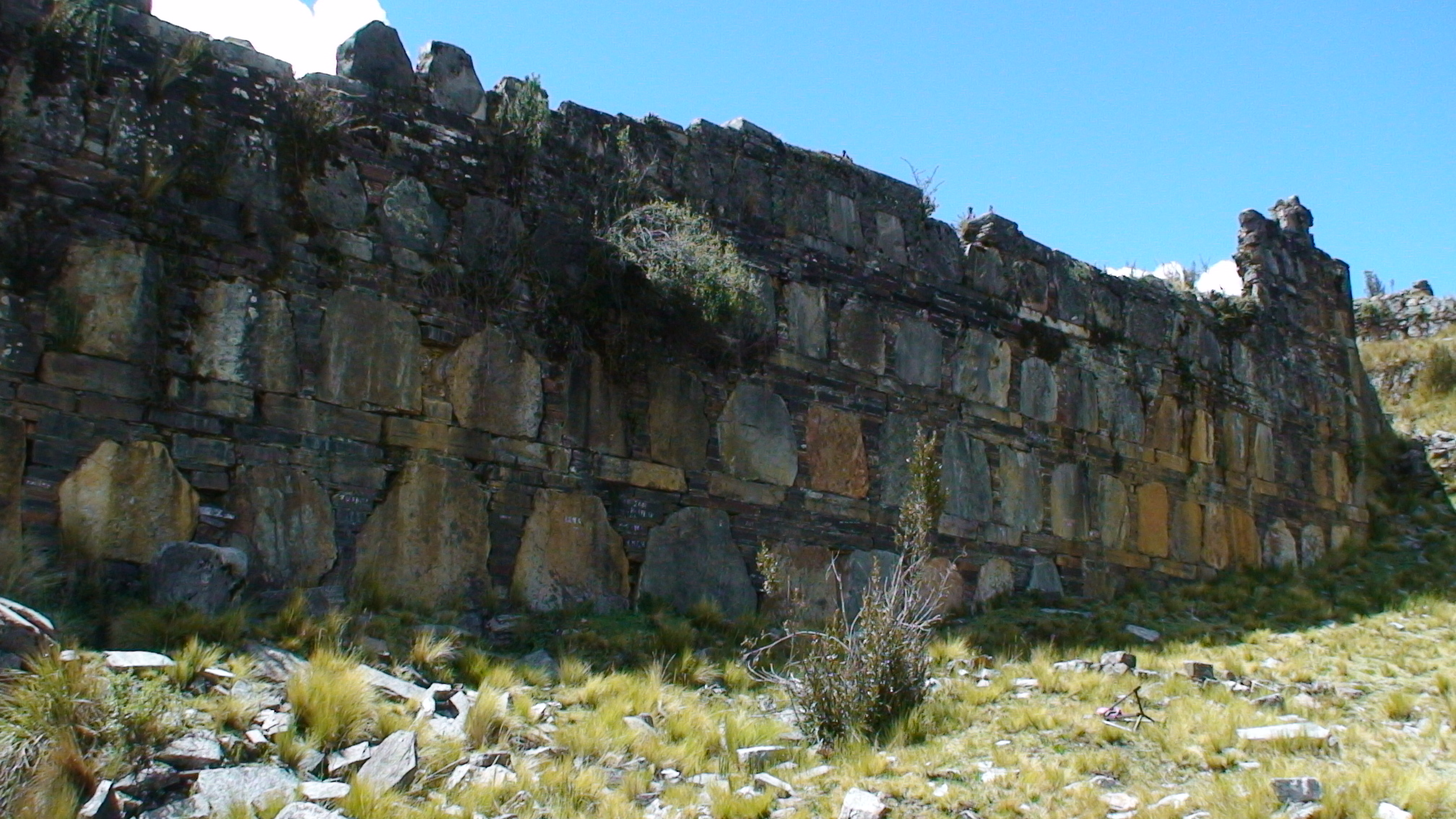
Rovine del sito di Yayno, nei pressi di Pomabamba.

Tracce di occupazione assegnate alla cultura Recuay sono state trovate nell'importante sito archeologico di Chavín de Huantar, il più importante insediamento della precedente cultura Chavín, che proprio ad esso deve il suo nome. Scavi archeologici sono stati intrapresi in tutta l'area del Callejón de Huaylas, oltre che ad est della Cordillera Blanca e ad ovest della Cordillera Negra.
L'archeologo Wendell Clark Bennett ha effettuato importanti lavori nella provincia di Aija e nel sito di Huilcahuaín, nei pressi di Huaraz. Poco lontano, le ricerche svolte da Steven Wegner nel sito di Balcón de Judas hanno permesso di stabilire una certa contemporaneità tra le ceramiche finemente lavorate, destinate ad adornare le tombe dei dignitari, e il vasellame più grossolano destinato all'uso quotidiano, del quale sono state classificate tipologie e forme. Nella valle del fiume Nepeña, in prossimità della costa, Donald Allen Proulx ha potuto recensire 42 siti, nessuno dei quali tuttavia presenta tracce esclusive di tradizioni recuay; uno di essi, Huancarpón, contiene i resti di un importante insediamento, con resti di abitazioni, siti funerari e due piramidi terrazzate separate tra di loro da un cortile murato. L'architettura differisce da quella di ogni altra struttura di origine moche rinvenuta in zona, facendo del sito uno dei più importanti esempi di insediamento recuay ad ovest della Cordillera Negra.
Sullo stesso versante andino, il sito di Chinchawas, abitato per secoli, ha permesso di stabilire una sequenza di cinque diverse fasi culturali tra loro contigue. A rendere ancora più particolare il luogo è la singolare presenza, nella parte più alta dell'insediamento, dei resti di una torre costruita con una pianta a doppio cerchio, chiamata dagli archeologi Torreón, probabilmente usata a fini cerimoniali. Nell'estremo nord della valle del Río Santa, il sito di Pashash presenta le possenti mura di una piattaforma, chiamata El Caserón; poco lontano, su una collina si trovano le fondamenta di alcune costruzioni in pietra, forse abitazioni. Alla base di un tempietto è stata trovata un'importante sepoltura corredata da numerose offerte funerarie.
Ad oriente della Cordillera Blanca, nei pressi di Chacas, esistono gli importanti ritrovamenti archeologici di Chagastunán e Jatungaga Pirushtu, antichi centri cerimoniali costruiti su creste montuose. Nella valle del Marañón, infine, il sito di Tinyash sembra costituire il limite orientale dell'espansione culturale Recuay; il sito è costituito da un insieme di rovine che si estendono per mezzo chilometro sulla cresta di una montagna, ed ha fornito agli studiosi numerose testimonianze scultoree.